# Jean-François Beauchemin
Pour les articles homonymes, voir Beauchemin.
Jean-François Beauchemin, né à Drummondville, au Québec, en 1960, est un écrivain québécois.

## Biographie
Diplômé de l’Université de Montréal en études françaises, il est ensuite pendant une dizaine d’années réalisateur à la radio de Radio-Canada.
En 1998, Jean-François Beauchemin publie son premier roman, Comme enfant je suis cuit, s'inspirant de l'émouvante profondeur de l'enfance. C'est dans la même lignée qu'il écrit par la suite Garage Molinari et Les Choses terrestres. Il s'adresse également aux adolescents avec la parution en 2001 de son premier roman jeunesse, Mon père est une chaise. Le Petit Pont de la Louve, son quatrième roman pour adultes, met en scène Mathilde, une jeune fille qui tente d'apprivoiser sa laideur.
En 2004, une grave maladie le pousse à quitter Radio-Canada. Il se consacre dès lors à temps plein au métier d'écrivain. Avec La fabrication de l'aube, qui relate l'expérience de cette maladie, il entame une trilogie (La fabrication de l'aube, Ceci est mon corps, Cette année s'envole ma jeunesse) évoquant la beauté tragique du monde. En 2005, son roman Le Jour des corneilles connaît un grand succès, tant au Québec qu'en France, et est récompensé par le  Prix France-Québec. Le roman a inspiré le film d'animation du même nom, Le Jour des corneilles, réalisé en 2012.
En 2006, il publie son premier recueil de poésie, Voici nos pas sur la terre chez les Éditions du Noroît.
Cette année s'envole ma jeunesse et Le temps qui m'est donné explorent, à travers l'évocation de souvenirs familiaux, les traces que laisse l'enfance dans le cheminement de l'être face à la complexité du monde, tandis que Quelques pas dans l'éternité propose une réflexion sur le métier d'écrivain à travers les propres observations de l'auteur.
Depuis quelques années, Jean-François Beauchemin a pris ses distances avec les médias. Délaissant également presque toute forme de mondanités, il se concentre désormais sur son travail d'écrivain, ce qui lui permet de publier en moyenne un livre par année. Parmi les plus récents : Le Projet Éternité, Archives de la joie, Sale temps pour les émotifs, Le Roitelet, La Source et le roseau.
On a reproché à Jean-François Beauchemin son athéisme, et surtout sa propagation dans quelques-uns de ses livres. En réalité, cet athéisme n'en est pas un. Simplement, à l'idée antique d'un Dieu personnel qui observe l'Homme, le juge, le punit ou le récompense, exauce ses prières, l'accueille auprès de Lui après la mort et qu'il faut idolâtrer, l'auteur préfère celle d'un Principe organisateur de l'Univers, d'une Force dont les mathématiques semblent régler les rouages, et en tout cas absolument hors de portée du comportement et de l'entendement humains[réf. nécessaire].
Esprit méditatif, attentif à cette étrange cohabitation du corps et de l’âme, Jean-François Beauchemin propose une œuvre pensive, lucide, imprégnée d’une poésie toujours ancrée dans le réel.

## Œuvre

### Romans, récits, calepins
- Comme enfant je suis cuit, Montréal, Québec Amérique, 1998. 157 p.  (ISBN 2890379469).
- Garage Molinari, Montréal, Québec Amérique, 1999, 258 p.  (ISBN 2890379981).
- Les Choses terrestres, Montréal, Québec Amérique, 2001, 280 p.  (ISBN 276440087X).
- Le Petit Pont de la Louve, Montréal, Québec Amérique, 2002, 112 p.  (ISBN 276440185X).
- Le Jour des corneilles, Montréal, Les Allusifs, 2004, 152 p.  (ISBN 2922868257).
- Turkana Boy, Montréal, Québec Amérique, 2004, 139 p.  (ISBN 2764403569).
- La Fabrication de l'aube, Montréal, Québec Amérique, 2006, 115 p.  (ISBN 2764404565).
- Ceci est mon corps, Montréal, Québec Amérique, 2008, 193 p.  (ISBN 9782764405949).
- Cette année s'envole ma jeunesse, Montréal, Québec Amérique, 2009, 122 p.  (ISBN 9782764406915).
- Le Temps qui m’est donné, Montréal, Québec Amérique, 2010, 155 p.  (ISBN 9782764407615).
- Le Hasard et la Volonté, Montréal, Québec Amérique, 2012, 167 p.  (ISBN 9782764413104).
- Quelques pas dans l'éternité, Montréal, Québec Amérique, 2013, 377 p.  (ISBN 9782764425022).
- Une enfance mal fermée, Montréal, Leméac, 2014, 189 p.  (ISBN 9782760933873).
- Objets trouvés dans la mémoire, Montréal, Leméac, 2015, 179 p.  (ISBN 9782760947214).
- Le projet Éternité, Montréal, Leméac, 2016, 258 p.  (ISBN 9782760947276).
- J'attends Joséphine, Montréal, Leméac, 2017, 174 p.  (ISBN 9782760947641).
- Archives de la joie : petit traité de métaphysique animale, Montréal, Québec Amérique, 2018, 150 p.  (ISBN 9782764435045).
- Sale temps pour les émotifs, Montréal, Québec Amérique, 2019, 392 p.  (ISBN 9782764438596).
- Le Roitelet, roman, Montréal, Québec Amérique, 2021, 143 p.  (ISBN 9782764442555).
- La Source et le roseau, Montréal, Druide, 2021, 136 p.  (ISBN 9782897115814).
- Trois ans sur un banc, Montréal, Québec-Amérique, 2022, 312 p. (ISBN 978-2764447352).
- Le vent léger, Montréal, Québec-Amérique, 2024, 184 p. (ISBN 978-2764451533).
- Mémoires de Mayron Schwartz, Montréal, Québec-Amérique, 2024, 522 p.  (ISBN 9782764453575).

### Ouvrage de littérature d'enfance et de jeunesse
- Mon père est une chaise, Montréal, Québec Amérique, 2001, 155 p.  (ISBN 276440090X).

### Poésie
- Voici nos pas sur la terre, Montréal, Le Noroît, 2006, 81 p.  (ISBN 2890185648).
- Quand les pierres se mirent à rêver, Le Noroît, 2007, 47 p.  (ISBN 9782890185944).
- Fardeaux de mésanges, Montréal, L’Hexagone, 2013, 104 p.  (ISBN 9782896480340).

## Prix et honneurs
- 1999 : Finaliste Prix France-Québec, Garage Molinari[5] ;
- 2005 : Prix France-Québec pour Le Jour des corneilles[6] ;
- 2005 : Finaliste Prix des Cinq continents, Le Jour des corneilles[6] ;
- 2005 : Prix du livre francophone de l'année, Issy-les-Moulineaux, Le Jour des corneilles[6] ;
- 2007 : Prix des libraires, La Fabrication de l'aube[1] ;
- 2008 : Finaliste Prix du Gouverneur général, Ceci est mon corps[6] ;
- 2008 : Mention d'excellence de la Société des écrivains francophones d'Amérique, Ceci est mon corps[6] ;
- 2009 : Finaliste Prix du Gouverneur général, Cette année s'envole ma jeunesse[6] ;
- 2009 : Finaliste Prix Ringuet, Cette année s'envole ma jeunesse[6] ;
- 2012 : Grand Prix de la culture du Conseil des arts et des lettres du Québec (CALQ) ;
- 2017 : Prix du Créateur de l'année du Conseil des arts et des lettres du Québec (CALQ)[7] lors des Grands prix de la culture des Laurentides;
- 2019 : Lauréat du prix-hommage Gaston Miron 2019;
- 2022 : Lauréat du prix Claude-Henri Grignon pour l'ensemble de sa carrière.
- 2024 : Prix des libraires Folio Télérama 2024, Le Roitelet;